# عدن (فلم 2024)
عدن هو فيلم إثارة صَدَرَ في 2024. الفيلم من إخراج رون هاوارد.

## طاقم التمثيل
- آنا دي أرماس
- دانيال برول
- فانيسا كيربي
- جود لو
- سيدني سويني، بدور مارغريت ويتمر

## وصلات خارجية
- مقالات تستعمل روابط فنية بلا صلة مع ويكي بيانات